# Турбозавры
«Турбозавры» — российский мультсериал, созданный анимационной студией «Карамель и Ко». Первая серия мультсериала была показана 5 ноября 2019 года на телеканале «О!» в России, 25 ноября 2019 года премьера на телеканале «Карусель», 7 и 14 мая 2022 года премьера на телеканалах «Мульт» и «Ani». В сентябре 2022 года студия выпустила анимационный киноальманах «Турбозавры, вперёд!», который набрал рекордные сборы.

## Сюжет
По сюжету сериала, в незапамятные времена планету населяли динозавры. Когда наша планета столкнулась с огромным метеоритом, они ушли в огромные подземные пещеры. Жизнь динозавров под землёй усложнилась, и они стремительно эволюционировали. Например, научились превращаться в различные машины и механизмы. С тех пор они стали называть себя — «Турбозавры».
В мультфильме они знали, что на поверхности Земли развивается человеческая цивилизация и старались, чтобы люди о них ничего не узнали. Но однажды любопытные подростки-динозавры выбрались во внешний мир, где и встретились с человеческими детьми. Между ними возникли дружба и взаимопонимание.
Сериал о том, как динозавры с детьми образуют команду спасателей и совместными усилиями решают разные интересные задачи.
В сериале также будет уделено внимание воспитанию у детей понимания необходимости защиты окружающей среды.

## Персонажи
- Петя — старший брат Кати и Ипполита, активный мальчик лет 6-7. Любит приключения. Если что-то связано с технологиями — компьютеры, видеоигры, электроника — то надо идти к нему. Обожает что-то изобретать и это умение часто пригождается ему, когда они с Катей и Турбозаврами оказываются в непростой ситуации.
- Катя — сестра Пети и Ипполита, любит природу, животных. Знает все названия растений. Заботится об окружающей среде. Хотя она довольно добродушна, остерегайтесь, если оставили упаковку или другой мусор на земле. Катя поднимет оскорбительный предмет, подойдет к преступнику и вручит его, сказав: «Я считаю, что это твоё!»
- Ипполит — младший брат Кати и Пети. У него всего четыре зуба и он не умеет говорить, но может издавать разнообразные звуки. Всё понимает. Очень активный, всё время попадает в интересные ситуации. Совершенно бесстрашный. Старшим брату и сестре постоянно приходится за ним следить и выручать его.
- Бабушка (Полина) — бабушка Пети, Кати и Ипполита, которая живёт неподалёку от леса. Она очень любит своих внуков и заботится о них. Бабушка не знает о Турбозаврах и о их дружбе с её внуками.
- Степан Петрович — пожилой сосед бабушки и ребят. У него есть пёс Тобик и кот Барсик. Догадывается о том, что в лесу кто-то есть и хочет, чтобы другие тоже об этом знали.
- Тётя Нора — соседка ребят и бабушки, тётя Бори и Феди. Точно также, как и бабушка, не знает о Турбозаврах.
- Борис — брат Феди, племянник тёти Норы, сосед бабушки и ребят.
- Фёдор — брат Бори, племянник тёти Норы, сосед бабушки и ребят.

## Динозавры
- Буль — перевоплощается в грузовик-эвакуатор. Машина, которая пройдет везде. Имеет мощные колеса. Снаряжен отвалом и кузовом с лебёдкой.
- Особенность — трицератопс, эвакуатор, бульдозер.

- Трак — долговязый тираннозавр, из которого в будущем может получиться Годзилла. Перевоплощается в робота.
- Особенность — тираннозавр, робот.
- Анки — смешной и маленький анкилозавр, превращается в гусеничный кран. Весьма смахивает на ёжика. Самый младший из героев. Немного глуповат.
- Особенность — анкилозавр, подъемный кран.
- Зер — увлекается фото- и видеосъёмкой в воздухе, воздушный разведчик. Птеродактиль, который перевоплощается в дрона. Является разведчиком у турбозавров. Неисправимый хвастун, считающий себя творческой личностью.
- Особенность — птеродактиль, дрон, синий.
- Тор — мощный и большой турбозавр, любит поесть. В меру упитанный стегозавр. Питается исключительно травой. На его спине огромные щиты. Перевоплощается в трактор. Имеет ковш.
- Особенность — стегозавр, машина бульдозер синий.
- До — милая добрая девочка-турбозавр, превращается в розовый кабриолет. Самая модная из турбозавров. Обладает телескопическими осями. Может на них приподниматься, увеличивая колёса.
- Особенность — машинка, розовая.
- Сирена (с 5 сезона) — дилофозавр, который может трансформироваться в многофункциональную пожарную машину. Самостоятельная, активная девушка, всегда на позитиве и готова поддержать! Сирена базируется в городе, по вызову прибывает с бешеной скоростью и оглушительной сиреной.
- Особенность — машинка, красная.

## Съёмочная группа
- Режиссёр: Алексей Котёночкин.
- Продюсеры: Армен Давитян, Юлия Двуреченская, Арам Ованнисян.
- Сценаристы: Александр Бордзиловский, Валерия Илющенко, Алексей Котёночкин, Елена Юртаева, Сергей Лахтин, Игорь Мельников, Айк Ованнисян, Иван Филиппов, Ольга Хотимская, Алексей Будовский, Адриан Сахалтуев.
- Композиторы: Сергей Воронов, Владимир Симоновский.
- Художники: Арам Вардазарян, Александр Сикорский.

## Роли озвучивали
| Актёр                       | Роль                           |
| --------------------------- | ------------------------------ |
| Вероника Саркисова          | Петя, До                       |
| Анна Штукатурова            | Катя                           |
| Лариса Брохман              | Ипполит                        |
| Жанна Никонова              | Бабушка (Полина)               |
| Никита Семёнов-Прозоровский | Степан Петрович                |
| Людмила Ильина              | Тётя Нора                      |
| Ольга Голованова            | Борис                          |
| Анна Киселёва               | Фёдор                          |
| Михаил Белякович            | Буль                           |
| Александр Коврижных         | Трак                           |
| Алексей Войтюк              | Анки                           |
| Иван Калинин                | Зер, Тор, Телеведущий новостей |
| Софья Ануфриева             | Сирена (с 5 сезона)            |

## Обзор серий
| Номер сезона | Количество серий | Дата премьеры       | Дата финала           |
| ------------ | ---------------- | ------------------- | --------------------- |
| 1            | 26               | 25 ноября 2019 года | 23 июня 2020 года     |
| 2            | 26               | 23 июня 2020 года   | 22 сентября 2020 года |
| 3            | 26               | 2021 год            | 2021 год              |
| 4            | 26               | 2022 год            | 2022 год              |
| 5            | 26               | 2023 год            | 2023 год              |

## Список серий

### 1 сезон
| №  | Название                 | Премьера        |
| -- | ------------------------ | --------------- |
| 1  | Встреча                  | 25 ноября 2019  |
| 2  | Знакомство               | 25 ноября 2019  |
| 3  | Островок Сокровищ        | 25 ноября 2019  |
| 4  | Собака — друг динозавра  | 25 ноября 2019  |
| 5  | Лучший ученик            | 5 декабря 2019  |
| 6  | Приключение со спасением | 13 декабря 2019 |
| 7  | Космический бадминтон    | 19 декабря 2019 |
| 8  | Битва роботов            | 26 декабря 2019 |
| 9  | Плотина                  | 3 января 2020   |
| 10 | Целебное растение        | 9 января 2020   |
| 11 | Очистка окружающей среды | 16 января 2020  |
| 12 | Беглец                   | 23 января 2020  |
| 13 | Удар молнии              | 6 февраля 2020  |
| 14 | Загадочные знаки         | 12 февраля 2020 |
| 15 | Двойник                  | 20 февраля 2020 |
| 16 | Мусорозавр               | 5 марта 2020    |
| 17 | Суета вокруг кота        | 12 марта 2020   |
| 18 | Погоня                   | 19 марта 2020   |
| 19 | Самый обычный день       | 2 апреля 2020   |
| 20 | Экскурсия                | 9 апреля 2020   |
| 21 | Таинственный лес         | 16 апреля 2020  |
| 22 | Раскопки                 | 30 апреля 2020  |
| 23 | Ракета                   | 7 мая 2020      |
| 24 | Ананас                   | 14 мая 2020     |
| 25 | Спор                     | 23 июня 2020    |
| 26 | Шторм                    | 23 июня 2020    |

### 2 сезон ТУРБОЗАВРЫ
| №  | Название                  | Премьера         |
| -- | ------------------------- | ---------------- |
| 27 | Заветное желание          | 23 июня 2020     |
| 28 | Парк                      | 23 июня 2020     |
| 29 | Поездка с бабушкой        | 24 июня 2020     |
| 30 | Стройка                   | 24 июня 2020     |
| 31 | Ребёнок на пляже          | 25 июня 2020     |
| 32 | Сыщики                    | 25 июня 2020     |
| 33 | По старинке               | 25 июня 2020     |
| 34 | Кругосветное путешествие  | 26 июня 2020     |
| 35 | Летний театр              | 26 июня 2020     |
| 36 | Пляж                      | 26 июня 2020     |
| 37 | Сигнал спасения           | 29 июня 2020     |
| 38 | Экологическая тропа       | 29 июня 2020     |
| 39 | Турбодоставка             | 14 сентября 2020 |
| 40 | Растение-хищник           | 14 сентября 2020 |
| 41 | Спасение утопающего Зера  | 15 сентября 2020 |
| 42 | Турбогонки                | 15 сентября 2020 |
| 43 | Рекордный прыжок          | 16 сентября 2020 |
| 44 | Кинотеатр на колёсах      | 16 сентября 2020 |
| 45 | До на высоте              | 17 сентября 2020 |
| 46 | Анки-чемпион              | 17 сентября 2020 |
| 47 | Авария на базе            | 18 сентября 2020 |
| 48 | Чрезвычайное происшествие | 18 сентября 2020 |
| 49 | Домик для Зера            | 21 сентября 2020 |
| 50 | Чудо-камень               | 21 сентября 2020 |
| 51 | Звёздный час Тора         | 22 сентября 2020 |
| 52 | Тайные строители          | 22 сентября 2020 |

### 3 сезон
| №  | Название                    | Премьера |
| -- | --------------------------- | -------- |
| 53 | Ураган                      | 2021     |
| 54 | Ярмарка для бабушки         | 2021     |
| 55 | Анки учится летать          | 2021     |
| 56 | Бабушка на виражах          | 2021     |
| 57 | Удивительное изобретение    | 2021     |
| 58 | Башенный переезд            | 2021     |
| 59 | Зер — спасатель птенцов     | 2021     |
| 60 | Бобровое расследование      | 2021     |
| 61 | Мост для животных           | 2021     |
| 62 | Новая набережная            | 2021     |
| 63 | Водяная мельница            | 2021     |
| 64 | Спасение Барсика            | 2021     |
| 65 | Аквапарк для турбозавров    | 2021     |
| 66 | Заброшенная железная дорога | 2021     |
| 67 | Домик на дереве             | 2021     |
| 68 | Дорожное происшествие       | 2021     |
| 69 | Соревнование дронов         | 2021     |
| 70 | Необитаемый остров          | 2021     |
| 71 | Трак-знаменитость           | 2021     |
| 72 | Полёт в космос              | 2021     |
| 73 | Секретная база              | 2021     |
| 74 | Миссия: Вернуть медальон    | 2021     |
| 75 | Таинственный зверь          | 2021     |
| 76 | Автобус-беглец              | 2021     |
| 77 | Торт для Ипполита           | 2021     |
| 78 | Пластик-фантастик           | 2021     |

### 4 сезон
| №   | Название                | Премьера |
| --- | ----------------------- | -------- |
| 79  | Исторический переезд    | 2022     |
| 80  | Тюнинг для До           | 2022     |
| 81  | В гости к звёздам       | 2022     |
| 82  | Подземное приключение   | 2022     |
| 83  | Турбозавры представляют | 2022     |
| 84  | Тренировочная площадка  | 2022     |
| 85  | Фонтан по имени До      | 2022     |
| 86  | Пчелиный переполох      | 2022     |
| 87  | Спасение дружбы         | 2022     |
| 88  | Арбуз-великан           | 2022     |
| 89  | Верёвочный парк         | 2022     |
| 90  | Спасение Анки           | 2022     |
| 91  | Дым без огня            | 2022     |
| 92  | Утиная история          | 2022     |
| 93  | Игра по-крупному        | 2022     |
| 94  | Прогноз погоды          | 2022     |
| 95  | Забытый Трак            | 2022     |
| 96  | Водный кризис           | 2022     |
| 97  | Крыша в порядке         | 2022     |
| 98  | Лес под угрозой         | 2022     |
| 99  | Молчанка                | 2022     |
| 100 | Замок-сюрприз           | 2022     |
| 101 | Летний каток            | 2022     |
| 102 | Воздухоплаватели        | 2022     |
| 103 | Кот на высоте           | 2022     |
| 104 | Мороженое в опасности   | 2022     |

### 5 сезон
| №   | Название               | Премьера |
| --- | ---------------------- | -------- |
| 105 | Сирена                 | 2023     |
| 106 | Шаром покати           | 2023     |
| 107 | Пернатые разбойники    | 2023     |
| 108 | Трак Юрского периода   | 2023     |
| 109 | Пришелец из космоса    | 2023     |
| 110 | Вам посылка            | 2023     |
| 111 | Песочный замок         | 2023     |
| 112 | Велотрюк               | 2023     |
| 113 | 24 часа в лесу         | 2023     |
| 114 | От бобра добра не ищут | 2023     |
| 115 | Как кошка с собакой    | 2023     |
| 116 | Мастер спорта          | 2023     |
| 117 | Инопланетное вторжение | 2023     |
| 118 | Суперзавры             | 2023     |
| 119 | Болотное чудище        | 2023     |
| 120 | Да будет свет!         | 2023     |
| 121 | Дом с привидениями     | 2023     |
| 122 | Карусель для Ипполита  | 2023     |
| 123 | Крутозавры             | 2023     |
| 124 | Маленькая хитрость     | 2023     |
| 125 | Мини-гольф             | 2023     |
| 126 | Дело-труба             | 2023     |
| 127 | Оживший экспонат       | 2023     |
| 128 | Путешествие во времени | 2023     |
| 129 | Солнечные часы         | 2023     |
| 130 | Турботорт              | 2023     |

## Список полнометражных фильмов
Турбозавры, вперёд!» (2022) и «Турбозавры. Зимние приключения» (2023), Турбозавры. Год Дракона Мультфильм, 2023.

## Отзывы и рецензии
Рецензия с сайта телеканала «О!» от (психолог, аналитик, член IAAP (International Association of Analytical Psychology), супервизор РОАП и Института Юнга (г. Цюрих), эксперт журнала «Psychologies».
«Турбозавры» — приключенческий мультсериал, в котором реальность и фантазия перемешаны — так, как это обычно и происходит в головах у детей. Разнообразные машины и строительная техника под детским взглядом легко трансформируются в необычных динозавров-Турбозавров, ведущих активную жизнь, спасающих мир, готовых мгновенно включиться в детские фантазии и приключения (в которых дети воображают себя великими и всемогущими). Ведь именно ребята спасают собаку из подземелья, находят то, что другие потеряли, а также участвуют в других, не менее увлекательных историях, заканчивающихся неизменно успешно.
Турбозавры — это фантазийные образы детей, о которых, конечно же, никто из взрослых не знает. Такие большие воображаемые друзья, которые не только не дают заскучать, но и помогают детям почувствовать себя нужными, важными и успешными в большом мире, в котором обычно ощущаешь себя самым маленьким, тем, чьё мнение редко учитывается. Главные герои — девочка и мальчик, и на их месте может быть любой ребёнок, вне зависимости от пола и возраста. Вместе с Турбозаврами начинается настоящая сюжетная игра, которая рождается из всего на свете. Идея сериала как раз и основана на том, что детская фантазия может отталкиваться от любого пустяка — и развиваться безостановочно.

Зачем развивать фантазию и воображение, ведь это, вроде бы, не самые необходимые для человечества навыки? На самом деле по тому, насколько сильно развито воображение, как оно проявляется или не проявляется, можно судить об уровне психического развития ребёнка, и даже диагностировать психические нарушения на ранних этапах развития. Но и наоборот, развитие воображения в игре учит проявлять свою фантазию в социально приемлемых формах. На этом основано целое направление психотерапии — арт-терапия. Используя методы, развивающие детские воображение и фантазию, специалисты обеспечивают так называемый «контролируемый выброс» эмоций и переживаний, и так снимается психическое напряжение. Чтобы включить подобный процесс дома, можно смотреть и мультфильмы, в которых обыгрывается, как разворачивается фантазия. А потом попробовать вместе с ребёнком разыграть этот сюжет, или, вдохновившись увиденным — какой-то другой, свой собственный.